# Praga E-44
De Praga E-44 (ook wel bekend als BH-44) is een Tsjechoslowaaks dubbeldekkerjachtvliegtuig gebouwd door Praga. De E-44 is grotendeels opgebouwd uit hout dat met doek overspannen is. Er zijn twee prototypes gebouwd, het toestel is nooit in serieproductie gegaan.

## Specificaties
- Bemanning: 1, de piloot
- Lengte: 7,62 m
- Spanwijdte: 9,25 m
- Vleugeloppervlak: 23 m2
- Leeggewicht: 1 330 kg
- Maximum startgewicht: 1 837 kg
- Motor: 1× Praga ? V12, 478 kW (650 pk)
- Maximumsnelheid: 330 km/h
- Plafond: 7 500 m
- Bewapening:
  - 2× gesynchroniseerde machinegeweren
  - 6× 10 kg aan bommen